# Сетимо (Козенца)
Сетимо је насеље у Италији у округу Козенца, региону Калабрија.
Према процени из 2011. у насељу је живело 2611 становника. Насеље се налази на надморској висини од 171 м.